# Pont de San Rafael (Cordoue)
 (octobre 2021).
Si vous disposez d'ouvrages ou d'articles de référence ou si vous connaissez des sites web de qualité traitant du thème abordé ici, merci de compléter l'article en donnant les références utiles à sa vérifiabilité et en les liant à la section « Notes et références ».
Le pont de San Rafael de Cordoue en Andalousie est un pont en arc franchissant le Guadalquivir. Il est formé par 8 arches de 25 mètres et a une longueur totale de 217 mètres. 

## Histoire et description
Ce pont a été inauguré le 29 avril 1953 par le général Francisco Franco en présence d'Antonio Cruz Conde, maire de la ville. Ce pont a été le deuxième pont qu'a eu Cordoue après le pont Romain en unissant l'avenue du Corregidor avec la place d'Andalousie.
En janvier 2004, on a fait disparaître les plaques commémoratives sur lesquelles on pouvait lire: « S. Exc. le Chef d'État et Généralissime des Armées, Francisco Franco Bahamonde, a inauguré ce pont du Guadalquivir le 29 avril 1953 ». Ces plaques se trouvaient à chaque entrée du pont, chacune dans sa propre direction.
Le 29 juin 2004, le Ministère des Travaux a inauguré les travaux de réparation du pont pour une valeur de 977 579,75€, travaux achevés pendant l'année 2006.